# Cattedrale di Brecon
La cattedrale di Brecon (in gallese Eglwys gadeiriol Aberhonddu) è la chiesa principale della diocesi anglicana di Brecon, nel Powys (Galles).
In precedenza solo un priorato, divenne cattedrale alla creazione della diocesi locale nel 1923.